# 建部政宇
建部 政宇（たけべ まさのき）は、江戸時代前期から中期にかけての大名。播磨国林田藩の第3代藩主。官位は従五位下・内匠頭。

## 略歴
初代藩主・建部政長の五男として誕生した。幼名は三十郎、主水。初名は政吉。
寛文9年（1669年）12月の先代藩主で兄の政明の死去により、その養嗣子となって寛文10年（1670年）2月27日に跡を継いだ。同年12月28日に叙任する。禁裏造営奉行や寺社奉行などを務めた。絵画の才能にも優れ、狩野常信の門人となる。
吉良義央の親戚にあたる為、伏見奉行の時には、京都山科に隠棲した大石良雄の動向を警戒している。
正徳5年（1715年）1月26日、69歳で死去し、跡を次男の政周が継いだ。墓所は京都市北区紫野の大徳寺芳春院。

## 系譜
- 父：建部政長（1603年 - 1672年）
- 母：不詳
- 養父：建部政明（1638年 - 1670年）
- 正室：板倉重形の娘
- 生母不明の子女
  - 長男：建部政辰（1673年 - 1729年）
  - 次男：建部政周（1674年 - 1757年） - 建部光成の養子、のち離縁して政長の嫡男
  - 女子：内藤忠種正室
  - 女子：猪飼晴光室
  - 女子：有馬氏倫正室